# Vjera u Boga u doba znanosti
Vjera u Boga u doba znanosti (eng. Belief in God in an Age of Science), knjiga iz 2003. godine engleskog znanstvenika Johna Polkinghornea, ugledna teorijskog fizičara i teologa, već desetljećima jednog od vodećih autoriteta u tumačenju odnosa između znanosti i religije. U svojoj poznatoj knjizi Vjera u Boga u doba znanosti, nastaloj na osnovi popularnoga niza predavanja koje je održao na Sveučilištu Yale, propituje mogu li se religija i znanost uskladiti ili se nužno međusobno isključuju, odnosno kosi li se vjerovanje u Boga sa znanstvenim principima doba u kojemu živimo. progovara o raznim vidovima odnosa znanosti i religije. Polkinghorne tako istražuje novu naravnu teologiju te naglašava važnost moralnoga i estetskoga iskustva kao i ljudske intuicije vrijednosti i nade. On postavlja i pitanje djeluje li Bog u fizičkomu svijetu, iznosi svoje ideje o ulozi teorije kaosa, istražuje mogućnosti budućega dijaloga znanosti i vjere te njihove zajedničke potrage za istinom. Časopisi Publishers Weekly i Booklist uvrstili su svojedobno knjigu Vjera u Boga u doba znanosti u svoje top izbore najboljih knjiga o religiji. Hrvatski prijevod djelo je uglednoga fizičara prof. emer. Miroslava Furića, a doradio ga je prof. dr. sc. Stipe Kutleša, ugledni hrvatski fizičar i filozof.